# Friedrich von Seherr und Thoß
Graf Johann Carl Friedrich Wilhelm von Seherr und Thoß (* 1. November 1789 in Hohenfriedeberg; † 17. Oktober 1857 ebenda) war ein deutscher Offizier, Beamter und Rittergutbesitzer.

## Leben
Friedrich von Seherr und Thoß wurde als Sohn des Freiherrn Carl Friedrich von Seherr und Thoß (17. Juni 1754 in Eichholz bei Liegnitz; † 4. März 1814 in Hohenfriedeberg), Landrat der früher vereinten Kreise Bolkenhain und Landeshut und dessen Ehefrau Eleonore Johanna, geb. von Pertkenau, geboren.
Er studierte Rechtswissenschaften an der Universität Frankfurt (Oder) und der Universität Leipzig, brach sein Studium jedoch wegen des Krieges gegen die Franzosen ab und meldete sich freiwillig bei der Armee. Er wurde Stabs-Rittmeister der Landwehr-Eskadron, die der Kreis Bolkenhain stellte und nahm an den Feldzügen von 1813 und 1814 teil; hierbei kämpfte er in der Schlacht um Dresden und war an der Belagerung von Erfurt beteiligt.
1813 starb sein Vater, so dass er 1814 seinen Abschied nahm, um die ererbten Güter Hohenfriedeberg, Schweinz und Wiesenberg zu übernehmen. Die Stände des Kreises Bolkenhain wählten ihn 1824 zum Landrat; die Wahl wurde durch den König Friedrich Wilhelm IV. bestätigt.
1855 bat er um seine Entlassung als Landrat, weil seine Gesundheit nur noch die Führung der Güter, zu denen er 1846 noch Groß- und Klein-Bischwitz im Kreis Trebnitz gekauft hatte, zuließ.
Am 27. Oktober 1817 heiratete auf dem Schloss Quaritz Charlotte (* 4. Juli 1797 in Quaritz; † 13. Mai 1878 in Hohenfriedeberg), geb. Freiin von Tschammer und Quaritz, eine Tochter von Theodor Freiherr von Tschammer und Quaritz, Majoratsherr auf Quaritz mit Tschirne und Meschkau sowie dessen Ehefrau Helene, geb. von Haugwitz aus dem Haus Reichenau. Gemeinsam hatten sie sechs Söhne und zwei Töchter:
- Alexander von Seherr und Thoß (* 15. Oktober 1818 in Hohenfriedeberg; † 12. August 1877), verheiratet mit Freiin Leopoldine (* 7. Januar 1822; † 1899), geb. von Riese-Stallburg aus dem Haus Brzecan in Böhmen;
- Friedrich Wilhelm Eugen Julius von Seherr und Thoß (* 17. April 1820; † 6. Mai 1833);
- Friedrich Wilhelm Ludwig Adalbert von Seherr und Thoß (* 25. Dezember 1822; † unbekannt);
- Friedrich Otto Egmont Kuno von Seherr und Thoß (* 2. August 1826; † 26. Februar 1833);
- Eleonore Elise Charlotte Clara von Seherr und Thoß (* 13. Juli 1830; † 1. Juni 1831):
- Charlotte Eva Eleonore Cólestine Gertrud von Seherr und Thoß (* 10. Februar 1835; † unbekannt), verheiratet mit Freiherr Carl von Seherr-Thoß aus dem Haus Moschen, Landrat des Kreises Glatz;
- Friedrich Heinrich Alfred Eugen von Seherr und Thoß (* 2. November 1836; † unbekannt), preußischer Premierleutnant;
- Friedrich Heinrich Alfred Arthur von Seherr und Thoß (* 20. Dezember 1838; † unbekannt), preußischer Leutnant.

Seine Besitzungen gingen auf seinen ältesten Sohn Alexander über.

## Ehrungen
Am 15. Oktober 1840 wurde er vom König in den Grafenstand erhoben.
Bei seiner Entlassung als Landrat verlieh ihm der König den Roten Adlerorden 3. Klasse mit der Schleife.

## Genealogie
- Gothaisches genealogisches Taschenbuch der freiherrlichen Häuser auf das Jahr 1867, 17. Jahrgang, Verlag Justus Perthes, Gotha 29. Oktober 1866, S. 874. Online